# Landy Ice Rises
Die Landy Ice Rises sind eine Gruppe aus sechs Eiskuppeln an der Küste der westantarktischen Alexander-I.-Insel. Sie ragen nahe dem Kopfende des Stravinsky Inlet aus dem Bach-Schelfeis auf.
Das UK Antarctic Place-Names Committee benannte sie 1980 nach dem Glaziologen Michael Paul Landy (* 1954), der von 1975 bis 1981 für den British Antarctic Survey tätig war und dabei von 1975 bis 1977 in diesem Gebiet Untersuchungen vorgenommen hatte.